# Bill Brown (cestista)
Wilfred Bailey Brown, detto Bill (Blackford, 2 agosto 1922 – Devon, 15 gennaio 2007), è stato un cestista statunitense, professionista nella NBL.

## Carriera
Giocò per una stagione nella NBL, disputando complessivamente 53 partite con 2,8 punti di media.